# Municipio de Elliston
El municipio de Elliston (en inglés: Elliston Township) es un municipio ubicado en el condado de Tripp en el estado estadounidense de Dakota del Sur. En el año 2010 tenía una población de 23 habitantes y una densidad poblacional de 0,25 personas por km².

## Geografía
El municipio de Elliston se encuentra ubicado en las coordenadas 43°12′57″N 99°35′21″O / 43.21583, -99.58917. Según la Oficina del Censo de los Estados Unidos, el municipio tiene una superficie total de 92.9 km², de la cual 92,53 km² corresponden a tierra firme y (0,39 %) 0,36 km² es agua.

## Demografía
Según el censo de 2010, había 23 personas residiendo en el municipio de Elliston. La densidad de población era de 0,25 hab./km². De los 23 habitantes, el municipio de Elliston estaba compuesto por el 100 % blancos. Del total de la población el 0 % eran hispanos o latinos de cualquier raza.